# Alèssi Dell'Umbria
Œuvres principales
- Histoire universelle de Marseille (2006)
- La Rage et la révolte (2010)
- R.I.P. Jacques Mesrine (2011)

Alèssi Dell'Umbria est le pseudonyme utilisé par un réalisateur, essayiste français de la ville de Marseille.

## Biographie
Alèssi Dell'Umbria grandit à Marseille. Au début des années 1980, Alessi Dell'Umbria participe à la première vague de révoltes des banlieues françaises. Il assiste ensuite, impuissant, à sa défaite et à la mise en place de ce qu'il considère comme un véritable apartheid social.
En 2006, il publie une volumineuse Histoire universelle de Marseille : de l'an mil à l'an deux mille dans laquelle il dresse un constat pessimiste sur l'évolution de la ville, notamment en matière d'urbanisme.
Encore en 2006, il publie un livre où il analyse et soutient les émeutiers banlieusards de 2005 (C’est de la racaille ? Eh bien, j’en suis !). Ce livre est ensuite réédité en 2010 sous le titre La Rage et la révolte. Dell'Umbria montre comment se sont construits, depuis le XIXe siècle, ces espaces anonymes, volontairement pensés comme des bulles privées « pour salariés domestiqués ». Une série de clivages achèvent le morcellement des solidarités : Français contre étrangers, jeunes contre vieux, salariés contre chômeurs. Son propos dépasse le faux débat opposant intégration républicaine et communautarisme religieux. Loin de tout discours moralisant ou victimisant, l'auteur s’adresse, d'égal à égal, aux révoltés des banlieues pauvres. Il apporte ainsi sa contribution au devenir de la révolte : « Les incendies des banlieues ne posent pas la question des droits mais celle de la lutte sociale. Parce que les jeunes chômeurs-à-vie qui grandissent dans ces zones de relégation sont le produit du fonctionnement d’un pays capitaliste avancé. Vingt ans après la première vague de contestation dans les banlieues pauvres, l’exclusion s’est faite plus radicale et la misère culturelle et politique sans limites. Dans cet espace sans appartenance où ils grandissent, certains tentent de s’en construire une au niveau de la bande : nés dans un monde hostile, ils se montrent hostiles à tout le monde. ».
Alèssi Dell'Umbria s'intéresse à la révolte de Oaxaca au Mexique d'où il revient avec le livre Échos du Mexique indien et rebelle qu'il publie en 2010.
Dell'Umbria revient en 2011 sur le destin et la postérité de Jacques Mesrine dans R.I.P. Mesrine.
Impliqué dans la vie de son quartier de la Plaine, Dell'Umbria multiplie conférences et interventions pratiques sur les questions d'histoire et de politique urbaines. Dell'Umbria collabore aussi à diverses revues de critique sociale dont New Left Review.
En 2013-2014, il réalise au Mexique le film-documentaire Le vent de la révolte. Présenté par le réalisateur en 2015 dans le cadre d'une tournée en France, le film a été remarqué par deux maisons d'édition toulousaines qui lui ont proposé de l'éditer en DVD en le prolongeant avec un livre,. Il s'agit d'un film sur les communautés indigènes bouleversées par l’industrialisation de parcs éoliens dans l'Isthme de Tehuantepec, tourné avec Nicolas Défossé (cadreur) et Guillaume Mollet (preneur de son) "qui vivaient au Chiapas voisin et avaient réalisé plusieurs documents avec des communautés zapatistes". 

## Publications
- Histoire universelle de Marseille, De l'an mil à l'an deux mille, Agone, 2006.
- C’est de la racaille ? Eh bien, j’en suis ! À propos de la révolte de l'automne 2005, L'Échappée, 2006. Réédité et augmenté sous le titre La Rage et la révolte en 2010 par Agone.
- Échos du Mexique indien et rebelle, Rue des cascades, 2010.  (ISBN 978-2917051061)
- R.I.P. Jacques Mesrine, Pepitas de calabaza, 2011.
- Tarantella ! Possession et dépossession dans l'ex-royaume de Naples, L'Œil d'or, 2016.
- Istmeño, le vent de la révolte. Chronique d’une lutte indigène  contre l’industrie éolienne. Livre-DVD. 204 pages. Coédition entre les éditions Collectif des métiers de l'édition (CMDE) et les éditions du Bout de la ville.

### Préface
- Victor Gélu, Cançons provençalas : Chansons provençales, préface d'Alèssi Dell'Umbria, Edisud, 2003.

## Filmographie
- Le vent de la révolte, 2014.